# Linea S75 (S-Bahn di Berlino)
La linea S75 (S-Bahn di Berlino) è una delle 15 linee che compongono la rete della S-Bahn di Berlino. Il suo percorso va dalla stazione di Wartenberg a quella di Ostkreuz. Lungo il percorso si avvale delle linee ferroviarie delle seguenti ferrovie:
- un tratto della Berliner Außenring, completata nei primi anni 1940 come parte della Güteraußenring,
- la Ostbahn, aperta il 1º ottobre 1866 ed elettrificata il 6 novembre 1928.